# Alaska (álbum)
Alaska é o terceiro álbum de estúdio da banda estadunidense de metal progressivo Between the Buried and Me. Foi lançado em 6 de setembro de 2005, pela gravadora Victory Records e é o primeiro álbum a contar com a atual formação da banda, com a adição de Dustie Waring na guitarra, Dan Briggs no baixo e Blake Richardson na bateria.
Embora Alaska não tenha vendido tão bem como seu antecessor, The Silent Circus, após o lançamento, ainda assim alcançou altas avaliações da crítica e trouxe algumas das canções mais notáveis do grupo, como a faixa-título e a música Selkies: The Endless Obsession. Outra versão do álbum foi lançada, com versões instrumentais da maioria das músicas (excluindo as faixas 3, 6 e 7). Um vídeo musical foi lançado para a canção Alaska.

## Faixas
Todas as letras escritas por Tommy Rogers, todas as músicas compostas por Between the Buried and Me.
| N.º            | Título                           | Duração |  |
| 1.             | "All Bodies"                     | 6:12    |  |
| 2.             | "Alaska"                         | 3:57    |  |
| 3.             | "Croakies and Boatshoes"         | 2:22    |  |
| 4.             | "Selkies: The Endless Obsession" | 7:23    |  |
| 5.             | "Breathe In, Breathe Out"        | 0:55    |  |
| 6.             | "Roboturner"                     | 7:07    |  |
| 7.             | "Backwards Marathon"             | 8:27    |  |
| 8.             | "Medicine Wheel"                 | 4:18    |  |
| 9.             | "The Primer"                     | 4:46    |  |
| 10.            | "Autodidact"                     | 5:30    |  |
| 11.            | "Laser Speed"                    | 2:53    |  |
| Duração total: | Duração total:                   | 53:55   |  |

## Recepção da crítica
| Críticas profissionais | Críticas profissionais |
| Avaliações da crítica  | Avaliações da crítica  |
| Fonte                  | Avaliação              |
| ---------------------- | ---------------------- |
| Allmusic               | [ 2 ]                  |
| Stylus                 | A−                     |
| Lambgoat               | [ 4 ]                  |
| Sputnikmusic           | [ 5 ]                  |

Eduardo Rivadavia, escrevendo para o Allmusic, elogiou a mudança na formação da banda e os contrastes entre as músicas do album, mencionando faixas como "Roboturner", "The Primer", argumentando que tornam o album mais balanceado e experimental, "[...] fazendo Alaska tão balanceado quanto qualquer coisa que esse grupo emocionalmente esquizofrênico e musicalmente eclético possa ser. Between the Buried and Me nunca voou tão alto e talvez nunca voe tão alto novamente". A crítica do Lambgoat, entretanto, aponta que Alaska é um álbum desafiador de escutar, e que esse é um ponto forte do album, mas também seu ponto fraco, observando que "[..] essas faixas poderiam ser beneficiadas se fossem mais curtas e mais focadas". Além disso, o album foi citado em algumas listas de melhores álbuns daquele ano.

## Créditos

### Between the Buried and Me
- Tommy Rogers - Vocal
- Paul Waggoner - Guitarra
- Dustie Waring - Guitarra
- Dan Briggs - Baixo
- Blake Richardson - Bateria

### Produção
- Produzido por Matthew Ellard e Jamie King.